# Jerzy Manteuffel

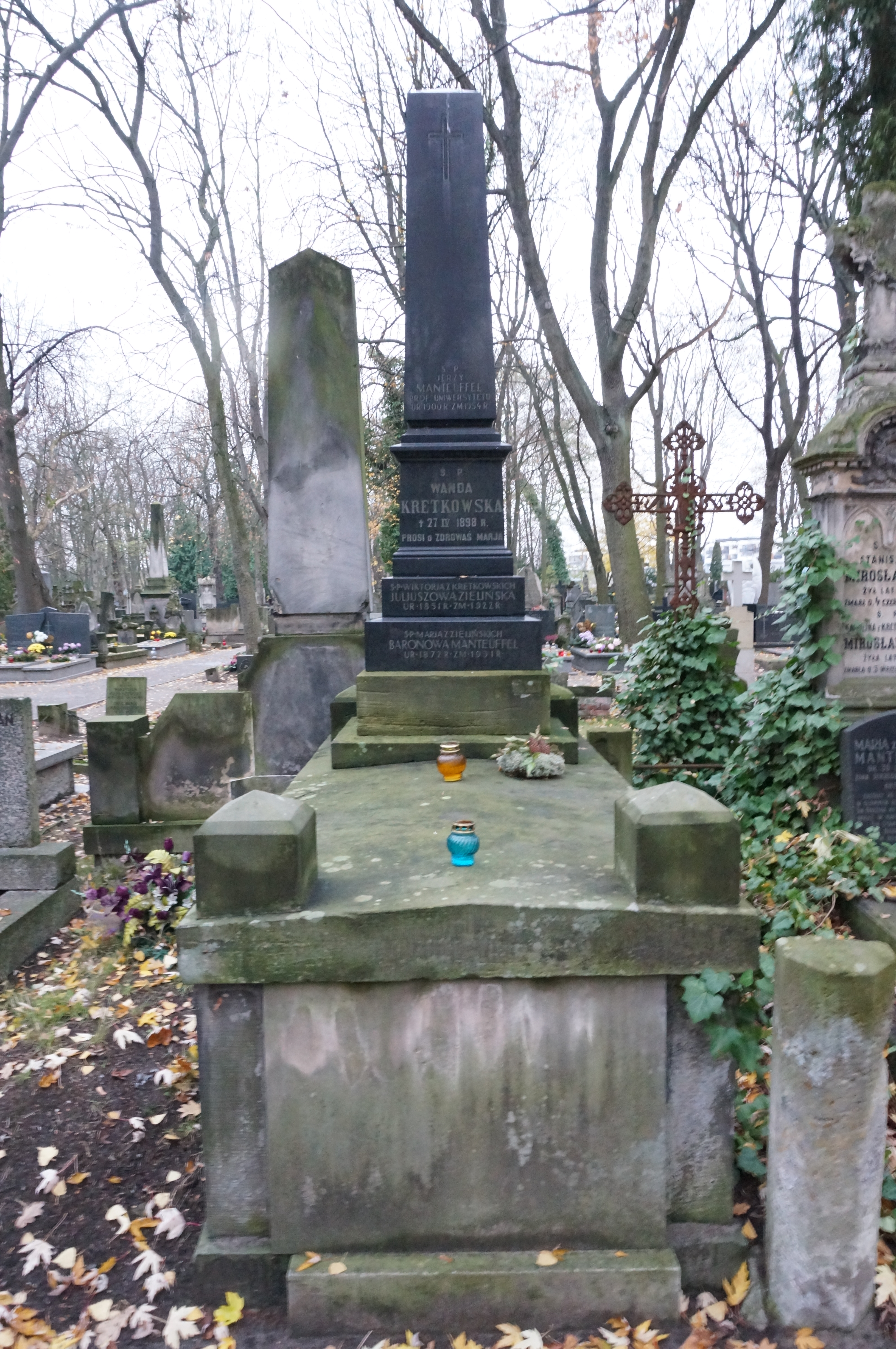
Grób Jerzego Manteuffla na cmentarzu Powązkowskim w Warszawie

Jerzy Manteuffel, właśc. Jerzy Ryszard Juliusz Manteuffel-Szoege (ur. 18 lutego?/3 marca 1900 w Taunagach, zm. 14 stycznia 1954 w Warszawie) – polski historyk, filolog klasyczny, papirolog.

## Życiorys
Pochodził z inflanckiej rodziny Manteuffel-Szoege. Urodził się w miejscowości Taunagi k. Dyneburga, w rodzinie Henryka Józefa Ignacego (1867–1918) i Marii Elżbiety z Zielińskich h. Ciołek (1872–1931). Uczył się w gimnazjum w Rydze, świadectwo dojrzałości otrzymał w 1918 w Piotrogrodzie. W latach 1918–1920 służył jako ochotnik w Wojsku Polskim. Następnie studiował filologię klasyczną na Uniwersytecie Warszawskim. Jego mistrzami byli: Gustaw Przychocki i Tadeusz Zieliński. W 1925 obronił pracę doktorską, otrzymał stypendium naukowe, które umożliwiło mu kontynuowanie nauki na uniwersytecie w Berlinie i Paryżu. Dzięki wybitnym osiągnięciom otrzymał stypendium rządu francuskiego; studiował w Oksfordzie, a następnie w londyńskim British Museum.
Do kraju powrócił w 1929 i obronił wówczas pracę habilitacyjną, w tym czasie został docentem filologii klasycznej. Jego praca habilitacyjna ukazała się w formie książkowej, będąc pierwszą w Polsce dotyczącą papirologii. Autor zamieścił w niej teksty odczytanych pieśni i legend świątynnych. Jako wybitny naukowiec wykładał równolegle na kilku uczelniach; na Uniwersytecie Warszawskim w latach 1930–1936 grekę, historię literatury i gramatyki historycznej języka greckiego, historię i kulturę starożytną, papirologię. Był inicjatorem powstania Zakładu Papirologii przy Instytucie Archeologii Uniwersytetu Warszawskiego. Dzięki jego staraniom Uniwersytet Warszawski w 1932 zakupił zbiór czterdziestu dziewięciu papirusów i czterech ostrakonów, a dwa lata później kolekcję ostrakonów Gustawa Adolfa Deissmanna. Po odczytaniu treści papirusów i ostrakonów opublikował je w 1935 jako Papyri varsovienses.
Wraz z profesorem Kazimierzem Michałowskim brał udział w polsko-francuskich badaniach archeologicznych w Edfu (Górny Egipt). Jako wybitny naukowiec uczestniczył w światowych kongresach papirologicznych w Lejdzie (1931), Monachium (1933), Florencji (1935) i Oksfordzie (1937). W 1936 uzyskał tytuł profesora nadzwyczajnego filologii klasycznej KUL. We wrześniu 1937 został mianowany profesorem nadzwyczajnym na Wydziale Humanistycznym Uniwersytetu Jana Kazimierza we Lwowie. W 1937 „za zasługi na polu pracy naukowej” został odznaczony Złotym Krzyżem Zasługi. Otrzymał też tytuł profesora zwyczajnego UJ.
We wrześniu 1939 przebywał we Lwowie, mimo zajęcia miasta przez Związek Radziecki nadal wykładał na Uniwersytecie. Kiedy w 1941 uczelnię zamknięto, najpierw pracował w firmie budowlanej, a następnie z żoną Marią z Czekalskich (1903–1957) prowadził kawiarnię. Równocześnie wykładał na tajnych kompletach i pracował naukowo, był jednym z ratujących księgozbiór seminarium filologicznego. W 1944 Związek Radziecki reaktywował uczelnię Uniwersytet im. Iwana Franki i Jerzy Manteuffel powrócił do pracy w katedrze filologii klasycznej. Otrzymał stanowisko kierownicze, ale w 1945 razem z tysiącami rodaków w ramach akcji repatriacyjnej znalazł się we Wrocławiu.
Po krótkim pobycie, w tym samym roku przyjął zaproszenie do prowadzenia tworzonej Katedry Papirologii Uniwersytetu Warszawskiego. Był współtwórcą i kierownikiem Zakładu Papirologii UW. W 1946 uzyskał tytuł profesora zwyczajnego oraz został członkiem korespondentem Polskiej Akademii Umiejętności. Był również członkiem Towarzystwa Naukowego Warszawskiego, zainicjował prowadzenie badań papirologicznych w Polsce. W 1951 rozwinęła się trwająca od lat młodzieńczych choroba serca, która uniemożliwiła mu dalszą pracę naukową.
Zmarł 14 stycznia 1954 w Warszawie, pochowany na cmentarzu Powązkowskim (kwatera 67-3-28).
Materiały archiwalne Jerzego Manteuffla znajdują się w PAN Archiwum w Warszawie pod sygnaturą III-16.
Jego uczniami byli Jerzy Łanowski i Anna Świderkówna.

## Wybrane publikacje
- W 25-lecie pracy naukowej dr Gustawa Przychockiego, profesora Uniwersytetu Warszawskiego: przemówienia wygłoszone na obchodzie uroczystym w dn. 27 maja 1934 r. w Kamienicy Książąt Mazowieckich na Starem Mieście w Warszawie, Warszawa: Komitet Obchodu 1934.
- Książka w starożytności, Lwów: Państwowe Wydawnictwo Książek Szkolnych, 1937.
- Papyri ex collectione Varsoviensi. Series nova, ed. Georgius Manteuffel, Warsaw: Warsaw Society of Sciences and Letters 1948.
- Quelques textes provenants d’Edfou, „Journal of Juristic Papyrology”, vol. III, 1949; Warsaw: Warsaw Society of Sciences and Letters 1949.
- Geschichte des polnischen Volkes während seiner Unfreiheit 1772–1914, Berlin: Duncker & Humblot 1950.
- Ze świata papirusów: obrazki z życia w Egipcie hellenistycznym, Wrocław: „Książnica-Atlas” 1950.
- „Dziennik wykopalisk z Edfu” z 1937 r. (opr. Olga Białostocka), „Archeologia” 54 (2003), s. 77–85.